# Grou
Gruidae é uma família de aves gruiformes, que inclui os animais conhecidos popularmente como grous. O grupo tem 15 espécies e está distribuído pela América do Norte, Europa e Ásia, África e o norte da Austrália.
O macho denomina-se grou, e a fêmea grua.
Os grous são aves de grande porte, geralmente com plumagem em tons de cinzento, branco e castanho. As penas secundárias das asas são muito longas e viradas para baixo, uma característica do grupo. Algumas espécies apresentam plumas ornamentais na região da cabeça. O bico é comprido e direito, o pescoço é longo bem como as patas. Os quatro dedos são curtos, estando o quarto elevado em relação aos outros.
Os grous são aves gregárias, que comunicam entre si através de vocalizações ruidosas. São migratórias e voam sempre com o pescoço estendido. Na época de reprodução constroem um ninho feito de lama e vegetação em regiões pantanosas, onde colocam dois ovos. Os juvenis recebem a atenção de ambos os progenitores.

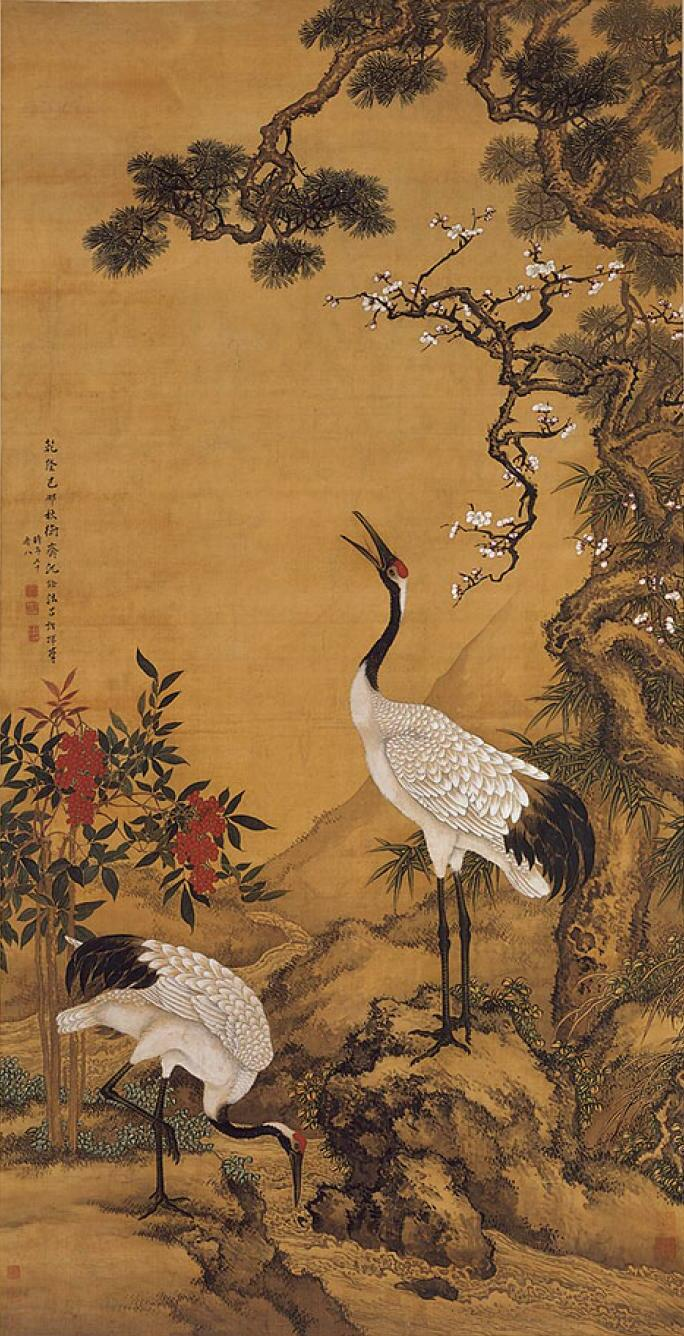
Grou_da-manchúria (G. japonensis): ave considerada sagrada na China e no Japão.

## Espécies
Esta família contém 15 espécies:
- Antigone
  - Grou-canadiano (A. canadensis)
  - Grou-de-nuca-branca (A. vipio)
  - Grou-sarus (A. antigone)
  - Grou-brolga ou grou-australiano (A. rubicunda)
- Balearica 
  - Grou-coroado-cinzento (B. regulorum)
  - Grou-coroado-preto (B. pavonina)
- Grus
  - Grou-carunculado (G. carunculatus,[4] também conhecido por Bugeranus carunculatus)
  - Grou-azul (G. paradisea,[4] também conhecido por Anthropoides paradisea)
  - Grou-pequeno (G. virgo,[4] também conhecido por Anthropoides virgo)
  - Grou-da-manchúria (G. japonensis)
  - Grou-americano ou Grou-cantor (G. americana)
  - Grou-comum (G. grus)
  - Grou-de-capuz (G. monacha)
  - Grou-de-pescoço-preto (G. nigricolis)
- Leucogeranus
  - Grou-siberiano (L. leucogeranus)